# Simba Sports Club
El Simba Sports Club es un club de fútbol de Tanzania que juega en la Liga tanzana de fútbol, la máxima división del país. Fue fundado en el año 1936 en la por entonces capital del país Dar es Salaam, en el barrio de Kariakoo. Es uno de los dos equipos más laureados de Tanzania junto al Young Africans SC.
El club originalmente se llamó Queens en el momento de su fundación, pero cambió posteriormente a Eagles, Dar Sunderland y finalmente, en 1971 cambió a su actual nombre, Simba (que significa León en Suajili). Es el equipo con más títulos en Tanzania.
Es el equipo de Tanzania con el mejor resultado en un torneo de campeones de África, llegando a semifinales de la Copa Africana de Clubes Campeones 1974.

## Palmarés
- Liga tanzana de fútbol: 21

1965, 1966, 1973, 1976, 1977, 1978, 1979, 1980, 1993, 1994, 1995, 2001, 2002, 2004, 2007, 2010, 2012, 2018, 2019, 2020, 2021
- Copa de Tanzania (Copa Nyerere) : 6

1984, 1995, 2000, 2016-17, 2019-20, 2020-21
- Copa Tanzana Tusker: 5

2001, 2002, 2003, 2005
2005 (en Kenia)
- Supercopa de Tanzania: 10

2002, 2003, 2005, 2011, 2012, 2017, 2018, 2019, 2020, 2023
- Copa Dar es Salaam: 2

1944, 1946
- Copa Mapinduzi: 3

2011, 2015, 2022
- Copa CAF: 0

Finalista: 1993
- Copa de Clubes de la CECAFA: 6

1974, 1991, 1992, 1995, 1996, 2002

## Participación en competiciones de la CAF
| Temporada | Torneo                            | Ronda             | Club                     | Casa  | Visita | Global      |
| --------- | --------------------------------- | ----------------- | ------------------------ | ----- | ------ | ----------- |
| 1974      | Copa Africana de Clubes Campeones | 1                 | Linare FC                | 2-1   | 3-1    | 5-1         |
| 1974      | Copa Africana de Clubes Campeones | 2                 | Green Buffaloes FC       | 1-0   | 2-1    | 3-1         |
| 1974      | Copa Africana de Clubes Campeones | Cuartos de final  | Hearts of Oak            | 0-0   | 2-1    | 2-1         |
| 1974      | Copa Africana de Clubes Campeones | Semifinales       | Ghazl Al-Mehalla         | 1-0   | 0-1    | 1-1 (0-3 p) |
| 1976      | Copa Africana de Clubes Campeones | 1                 | AS Corps Enseignement    | 4-1   | 2-4    | 6-5         |
| 1976      | Copa Africana de Clubes Campeones | 2                 | Green Buffaloes FC       | 2-3   | 0-1    | 2-4         |
| 1977      | Copa Africana de Clubes Campeones | 1                 | Mbabane Highlanders      | w.o.1 | w.o.1  | w.o.1       |
| 1977      | Copa Africana de Clubes Campeones | 2                 | Water Corporation        | 0-1   | 0-0    | 0-1         |
| 1978      | Copa Africana de Clubes Campeones | 1                 | Vantour Club Mangoungou  | 2-0   | 0-1    | 2-1         |
| 1978      | Copa Africana de Clubes Campeones | 2                 | AS Vita Club             | 0-1   | 0-1    | 0-2         |
| 1979      | Copa Africana de Clubes Campeones | 1                 | Mufulira Wanderers FC    | 0-4   | 5-0    | 5-4         |
| 1979      | Copa Africana de Clubes Campeones | 2                 | Racca Rovers             | 0-0   | 0-2    | 0-2         |
| 1980      | Copa Africana de Clubes Campeones | 1                 | Linare FC                | 3-0   | 1-2    | 4-2         |
| 1980      | Copa Africana de Clubes Campeones | 2                 | Union Douala             | 2-4   | 0-1    | 2-5         |
| 1981      | Copa Africana de Clubes Campeones | 1                 | Horseed FC               | w.o.2 | w.o.2  | w.o.2       |
| 1985      | Recopa Africana                   | 1                 | Eritrea Shoe Factory     | 5-0   | 0-1    | 5-1         |
| 1985      | Recopa Africana                   | 2                 | Al-Ahly                  | 2-1   | 0-2    | 2-3         |
| 1992      | Copa CAF                          | 1                 | Ferroviário de Maputo    | 0-0   | 1-1    | 1-1 (a)     |
| 1992      | Copa CAF                          | 2                 | Manzini Wanderers        | 1-0   | 1-0    | 2-0         |
| 1992      | Copa CAF                          | Cuartos de final  | USM El Harrach           | 3-0   | 0-2    | 3-2         |
| 1992      | Copa CAF                          | Semifinales       | AS Aviação               | 3-1   | 0-0    | 3-1         |
| 1992      | Copa CAF                          | Final             | Stella Club d'Adjamé     | 0-2   | 0-0    | 0-2         |
| 1995      | Copa Africana de Clubes Campeones | 1                 | Power Dynamos FC         | 1-1   | 1-1    | 2-2 (4-3 p) |
| 1995      | Copa Africana de Clubes Campeones | 2                 | ASEC Mimosas             | 1-2   | 1-2    | 2-4         |
| 1996      | Recopa Africana                   | 1                 | Chapungu United          | 0-1   | w.o.3  | 0-1         |
| 1996      | Recopa Africana                   | 2                 | Al-Mokawloon Al-Arab     | 3-1   | 0-2    | 3-3 (a)     |
| 1997      | Copa CAF                          | 1                 | AFC Leopards             | 1-1   | 0-3    | 1-4         |
| 2001      | Recopa Africana                   | 1                 | FC Djivan                | w.o.4 | w.o.4  | w.o.4       |
| 2001      | Recopa Africana                   | 2                 | Ismaily SC               | 1-0   | 0-2    | 1-2         |
| 2002      | Liga de Campeones de la CAF       | Preliminar        | Red Star                 | 3-0   | 1-0    | 4-0         |
| 2002      | Liga de Campeones de la CAF       | 1                 | Nkana FC                 | 3-0   | 0-4    | 3-4         |
| 2002      | Liga de Campeones de la CAF       | Preliminar        | BDF XI                   | 1-0   | 3-1    | 4-1         |
| 2002      | Liga de Campeones de la CAF       | 1                 | Santos                   | 0-0   | 0-0    | 0-0 (4-2 p) |
| 2002      | Liga de Campeones de la CAF       | 2                 | Zamalek SC               | 1-0   | 0-1    | 1-1 (5-4 p) |
| 2002      | Liga de Campeones de la CAF       | Fase de grupos    | Enyimba FC               | 2-1   | 0-3    | 3.º Lugar   |
| 2002      | Liga de Campeones de la CAF       | Fase de grupos    | ASEC Mimosas             | 1-0   | 3-4    | 3.º Lugar   |
| 2002      | Liga de Campeones de la CAF       | Fase de grupos    | Ismaily SC               | 0-0   | 1-2    | 3.º Lugar   |
| 2004      | Liga de Campeones de la CAF       | Preliminar        | Zanaco FC                | 1-0   | 1-3    | 2-3         |
| 2005      | Liga de Campeones de la CAF       | Preliminar        | Ferroviário de Nampula   | 2-1   | 1-1    | 3-2         |
| 2005      | Liga de Campeones de la CAF       | 1                 | Enyimba FC               | 1-1   | 0-4    | 1-5         |
| 2007      | Copa Confederación de la CAF      | Preliminar        | Têxtil de Punguè         | 2-4   | 1-1    | 3-5         |
| 2008      | Liga de Campeones de la CAF       | Preliminar        | Awassa City FC           | 3-0   | 1-1    | 4-1         |
| 2008      | Liga de Campeones de la CAF       | 1                 | Enyimba FC               | 0-0   | 0-4    | 0-4         |
| 2010      | Copa Confederación de la CAF      | 1                 | Lengthens FC             | 2-1   | 3-0    | 5-1         |
| 2010      | Copa Confederación de la CAF      | 2                 | Haras El Hodood          | 2-1   | 1-5    | 3-6         |
| 2011      | Liga de Campeones de la CAF       | Preliminar        | Élan Club                | 4-2   | 0-0    | 4-2         |
| 2011      | Liga de Campeones de la CAF       | 1                 | TP Mazembe               | w.o.5 | w.o.5  | w.o.5       |
| 2011      | Liga de Campeones de la CAF       | Play-off Especial | Wydad Casablanca         | -     | -      | 0-36        |
| 2011      | Copa Confederación de la CAF      | 3                 | DC Motema Pembe          | 1-0   | 0-2    | 1-2         |
| 2012      | Liga de Campeones de la CAF       | Preliminar        | SC Kiyovu Sport          | 2-1   | 1-1    | 3-2         |
| 2012      | Liga de Campeones de la CAF       | 1                 | ES Sétif                 | 2-0   | 1-3    | 3-3 (a)     |
| 2012      | Liga de Campeones de la CAF       | 2                 | Al-Ahly Shendi           | 3-0   | 0-3    | 3-3 (8-9 p) |
| 2013      | Liga de Campeones de la CAF       | Preliminar        | CRD do Libolo            | 0-1   | 0-4    | 0-5         |
| 2018      | Copa Confederación de la CAF      | Preliminar        | AS Gendarmerie Nationale | 4-0   | 1-0    | 5-0         |
| 2018      | Copa Confederación de la CAF      | 1                 | Al-Masry SC              | 2-2   | 0-0    | 2-2 (a)     |
| 2018/19   | Liga de Campeones de la CAF       | Preliminar        | Mbabane Swallows         | 4-1   | 4-0    | 8-1         |
| 2018/19   | Liga de Campeones de la CAF       | 1                 | Nkana FC                 | 3-1   | 1-2    | 4-3         |
| 2018/19   | Liga de Campeones de la CAF       | Fase de grupos    | Al-Ahly SC               | 1-0   | 0-5    | 2.º Lugar   |
| 2018/19   | Liga de Campeones de la CAF       | Fase de grupos    | JS Saoura                | 3-0   | 0-2    | 2.º Lugar   |
| 2018/19   | Liga de Campeones de la CAF       | Fase de grupos    | AS Vita Club             | 2-1   | 0-5    | 2.º Lugar   |
| 2018/19   | Liga de Campeones de la CAF       | Cuartos de final  | TP Mazembe               | 0-0   | 1-4    | 1-4         |
| 2019/20   | Liga de Campeones de la CAF       | Preliminar        | UD Songo                 | 1-1   | 0-0    | 1-1 (a)     |
| 2020/21   | Liga de Campeones de la CAF       | Preliminar        | Plateau United FC        | 0-0   | 1-0    | 1-0         |
| 2020/21   | Liga de Campeones de la CAF       | 1                 | FC Platinum              | 4-0   | 0-1    | 4-1         |
| 2020/21   | Liga de Campeones de la CAF       | Fase de grupos    | Al-Ahly SC               | 1-0   | 0-1    | 1° Lugar    |
| 2020/21   | Liga de Campeones de la CAF       | Fase de grupos    | AS Vita Club             | 4-1   | 1-0    | 1° Lugar    |
| 2020/21   | Liga de Campeones de la CAF       | Fase de grupos    | Al-Merrikh SC            | 3-0   | 1-0    | 1° Lugar    |
| 2020/21   | Liga de Campeones de la CAF       | Cuartos de final  | Kaizer Chiefs            | 3-0   | 0-4    | 3-4         |
| 2021/22   | Liga de Campeones de la CAF       | 2                 | Jwaneng Galaxy           | 3-1   | 0-2    | 3-3 (a)     |
| 2021/22   | Copa Confederación de la CAF      | Playoff           | Red Arrows FC            | 3-0   | 1-2    | 4-2         |
| 2021/22   | Copa Confederación de la CAF      | Fase de grupos    | RS Berkane               | 1-0   | 0-2    | 2° Lugar    |
| 2021/22   | Copa Confederación de la CAF      | Fase de grupos    | ASEC Mimosas             | 3-1   | 0-3    | 2° Lugar    |
| 2021/22   | Copa Confederación de la CAF      | Fase de grupos    | US GN                    | 4-0   | 1-1    | 2° Lugar    |
| 2021/22   | Copa Confederación de la CAF      | Cuartos de final  | Orlando Pirates          | 1-0   | 0-1    | 1-1 (3-4 p) |

1- Mbabane Highlanders abandonó el torneo.

2- Simba SC abandonó el torneo.

3- Chapungu United abandonó el torneo antes de jugar el partido de vuelta.

4- FC Djivan abandonó el torneo.

5- TP Mazembe ganó 6–3 en el marcador global, pero más tarde fue eliminado por alineación indebida. Por ello, el Simba se enfrentó a los marroquíes del Wydad Casablanca, que perdió con el TP Mazembe en segunda ronda, en un play-off play-off por un puesto en la fase de grupos.

6- El 14 de mayo de 2011, la CAF anunció que el TP Mazembe de la República Democrática del Congo estaba descalificado de la fase de grupos por alineación indebida del futbolista Janvier Besala Bokungu contra el Simba de Tanzania, que perdió contra ellos en la primera ronda. Por ello, el Comité Organizador decidió que se debería disputar un play-off especial en terreno neutral entre el Simba y los marroquíes del Wydad Casablanca, que perdió contra el TP Mazembe en segunda ronda.

## Gerencia
- Director ejecutivo  Imani Kajula
- Asistente ejecutivo  Rispa Hatibu
- Jefe de Operaciones  Belinda Paul
- Contador  Suleiman Kahumbu
- Gerente de proyectos  Ahmed Ally
- Director of membership & fans  Hamiss Kissiwa
- Jefe de prensa  Rabi Hume
- Manager  Abbas Ally